# Kaplica św. Krzyża we Wronkach
Kaplica św. Krzyża we Wronkach – neogotycka kaplica wybudowana w 1887 roku, położona na cmentarzu parafialnym przy ulicy Sierakowskiej we Wronkach.

## Historia
Kaplicę wzniesiono z inicjatywy Jadwigi Słodowicz, mieszkanki Wronek, która przekazała na realizację odpowiedni kapitał. Syn fundatorki, ks. Józef Grabowski spełnił wolę matki, budując na cmentarzu parafialnym budowlę sakralną. Kaplica została poświęcona przez niego 30 stycznia 1888 roku. W dniu uroczystości przewieziono ciało fundatorki z krypty kościoła farnego do grobowca pod kaplicą. Oprócz trumny Jadwigi Słodowicz złożono także trumnę jej męża, ojczyma ks. J. Grabowskiego  Stanisława Słodowicza. Budowniczy przekazał kaplicę na własność parafii św. Katarzyny. Ks. Józef Grabowski zmarł 10 lipca 1923 r. Również został pochowany w krypcie kaplicy rodowej.
Kaplica św. Krzyża we Wronkach wpisana jest do rejestru zabytków.